# Коржовий Кут
Коржовий Кут (кол. Пилипи та Коржов Кут) — село в Україні, в Уманському районі Черкаської області. У селі мешкає 135 осіб (2014). Входить до складу Бабанської селищної громади.

## Історія
В книзі Похилевича 1864 року "Сказання про населені місцевості Київської губернії" вказано, що Коржов Кут село при річці Бабанці, коло її впадання в річку Ятрань, від села Коржова знаходиться в 3 верстах. Це село зветься також Пилипами, за словами жителів від того, що в часи Речі Посполитої в селі мешкали розкольники пилипони, які давно звідси пішли. Місцезнаходження також як і у Коржовій гористе. Всього жителів 406; землі 824 десятини. В 1825 році Коржов Кут куплений у графа Потоцького Гурковським, а через декілька років нинішній власником Миколою Хомичем Етлингером. Церква во ім'я святителя та Чудотворця Миколая, кам'яна, збудована на місці попередньої дерев'яної в 1847 році нинішнім поміщиком. Дзвонар при ній дерев'яний. По штатах відноситься до 7 класу; землі має указну пропорцію.
Церкву зруйнували комуністи. Після цього не відновлювалася.

## Сучасний стан
2001 року населення села складало 225 осіб, 2014—135. За 13 років втратило майже половину населення.
Школа закрита, дітей возять на автобусі до середньої школи села Бабанка.

## Пам'ятки
Долина Миколи Чудотворця: Неподалік села розташоване цілюще джерело, а також шанований людьми камінь зі слідом святого Миколая, над яким споруджено капличку. За селом Коржова Слобода між селами Коржова та Коржовий Кут.